# Parafia Miłosierdzia Bożego w Ostrowie Wielkopolskim
Parafia Miłosierdzia Bożego w Ostrowie Wielkopolskim - rzymskokatolicka  parafia w dekanacie Ostrów Wielkopolski I. Erygowana w roku 1994 przez księdza biskupa  Stanisława Napierałę.  Biskup kaliski w 2012 roku Kościół Miłosierdzia Bożego ustanowił Diecezjalnym Sanktuarium.